# Антарктика (футбольный клуб)
«Футбольный клуб Антарктика» (порт.-браз. Antarctica Futebol Clube) — бывший бразильский футбольный клуб из города Сан-Паулу.

## История
Клуб «Антарктика» был основан 1 июня 1914 года сотрудниками компании Antarctica Paulista, которые при поддержке самой организации решили создать футбольный клуб. Штаб-квартиру клуба основали в округе Моока. Первые матчи клуб проводил исключительно в этом районе. В 1916 году клуб стал выступать во втором дивизионе чемпионата штата Сан-Паулу, организованного Ассоциацией легкоатлетического спорта. Затем два сезона проводил матчи в третьем дивизионе. С 1919 по 1925 год «Антарктика» играла во втором дивизионе чемпионата штата. 12 марта 1926 года команда присоединилась к Любительской футбольной лиге. В первом же сезоне «Антарктика» заняла в первенстве третье место, однако это достижение так и осталось наивысшим для команды. В 1930 году Любительская футбольная лига закрылась, а клуб возвратился в чемпионат штата. В том же сезоне «Антарктика» выиграла второй дивизион первенства, а в 1931 году клуб провёл свой последний сезон в истории. В 1933 году «Антарктика» присоединилась к «Интернасьоналу», создав новый клуб «Атлетико Паулиста».